# 陸小鳳之武當之戰
《陸小鳳之武當之戰》是香港無綫電視於1978年拍攝的陸小鳳系列電視連續劇第3輯，是根據古龍小說《陸小鳳傳奇之幽靈山莊》所改編。全劇共12集，編導王天林，主要演員有劉松仁、黃元申、黃允財、黃杏秀等。

## 故事大綱
整個武林都知道陸小鳳不僅是西門吹雪的好友，更是他的恩人。如今陸小鳳卻受到西門吹雪的追殺，江湖傳聞因西門吹雪發現陸小鳳與其夫人孫秀青同在一張床上。西門吹雪要殺的人，從來沒有一個能躲得過二十天，而陸小鳳卻逃亡了二十一天。在走投無路之際被迫逃進「能入不能出」之幽靈山莊，得到莊主老刀把子收留。表面上陸小鳳受到老刀把子重用，實際上陸小鳳只是老刀把子要陰謀獨霸武林的一隻棋子。
另一方面，雖然陸小鳳之好友花滿樓、老實和尚及司空摘星對於陸小鳳淫友人妻之說有所懷疑，但自知絕對無法制止西門吹雪，於是求助於武當玉道人。玉道人答允西門吹雪於三個月內詳查陸小鳳與孫秀青此事，並會作出公正處理。
誰料玉道人與老刀把子竟是同一人，而玉道人即將接任武當掌門之位，並被尊為武林盟主。陸小鳳獲知後，連同花滿樓及司空摘星去遊說西門吹雪對付玉道人。西門吹雪為了實現對妻子臨终前的承諾，決定出手誅滅玉道人。

## 演員表
- 劉松仁 飾 陸小鳳
- 黃元申 飾 西門吹雪
- 黃允財 飾 花滿樓
- 繆騫人 飾 葉　雪
- 黃杏秀 飾 孫秀清
- 關海山 飾 玉道人/老刀把子
- 溫柳媚 飾 花寡婦/柳青青
- 廖偉雄 飾 司空摘星
- 陳復生 飾 葉　靈
- 盧海鵬 飾 老實和尚
- 江文聲 飾 木道人
- 江　濤 飾 魏子雲
- 羅浩楷 飾 表哥/顧飛雲
- 江　毅 飾 管家婆/高濤
- 高　崗 飾 鈎子/海奇闊
- 曾楚霖 飾 遊　魂
- 何禮男 飾 勾魂使者/石鶴
- 龍天生 飾 千面郎君
- 楊炎棠 飾 五毒尊者
- 羅國維 飾 影　子
- 梁少狄 飾 無　虎
- 梁鴻華 飾 無　豹
- 白文彪 飾 獨孤美
- 林偉圖 飾 葉孤鴻
- 關　聰 飾 將　軍
- 麥大成 飾 鐵　肩
- 曹　濟 飾 高行空
- 鄭麗芳 飾 小　翠
- 何貴林 飾 粉燕子
- 黎永強 飾 長　淨

## 歌曲
主題曲《誓要入刀山》
- 作曲：顧嘉輝
- 填詞：黃霑
- 主唱：鄭少秋

插曲《落花淚影》
- 作曲：顧嘉輝
- 填詞：盧國沾
- 主唱：張德蘭

插曲《情未了》
- 作曲：顧嘉輝
- 填詞：黃霑
- 主唱：鄭少秋

## 获奖
此电视剧主题曲《誓要入刀山》成为1978年十大中文金曲颁奖礼获奖金曲。